# Bobby Brown/Diskografie
Diese Diskografie ist eine Übersicht über die musikalischen Werke des amerikanischen Sängers Bobby Brown. Den Schallplattenauszeichnungen zufolge hat er bisher mehr als 18,1 Millionen Tonträger verkauft, davon alleine in seiner Heimat über 15,6 Millionen. Seine erfolgreichste Veröffentlichung ist das Album Don’t Be Cruel mit über 8,1 Millionen verkauften Einheiten.

## Alben

### Studioalben
| Jahr | Titel                  | Höchstplatzierung, Gesamtwochen, AuszeichnungChartplatzierungen (Jahr, Titel, Platzierungen, Wochen, Auszeichnungen, Anmerkungen) | Höchstplatzierung, Gesamtwochen, AuszeichnungChartplatzierungen (Jahr, Titel, Platzierungen, Wochen, Auszeichnungen, Anmerkungen) | Höchstplatzierung, Gesamtwochen, AuszeichnungChartplatzierungen (Jahr, Titel, Platzierungen, Wochen, Auszeichnungen, Anmerkungen) | Höchstplatzierung, Gesamtwochen, AuszeichnungChartplatzierungen (Jahr, Titel, Platzierungen, Wochen, Auszeichnungen, Anmerkungen) | Höchstplatzierung, Gesamtwochen, AuszeichnungChartplatzierungen (Jahr, Titel, Platzierungen, Wochen, Auszeichnungen, Anmerkungen) | Höchstplatzierung, Gesamtwochen, AuszeichnungChartplatzierungen (Jahr, Titel, Platzierungen, Wochen, Auszeichnungen, Anmerkungen) | Anmerkungen |
| Jahr | Titel                  | DE | AT | CH | UK | US | R&B | Anmerkungen |
| ---- | ---------------------- | --- | --- | --- | --- | --- | --- | --- |
| 1986 | King of Stage          | — | — | — | UK40 (6 Wo.)UK | US88 (17 Wo.)US | R&B12 (24 Wo.)R&B | Erstveröffentlichung: 17. November 1986 Charteintritt in UK erst im August 1989 Produzenten: Larry White, Larry Blackmon, John Luongo, Michael Lovesmith, Robert Brookins, Paul Jackson Jr. |
| 1988 | Don’t Be Cruel         | DE26 (9 Wo.)DE | — | — | UK3 ×2Doppelplatin · (41 Wo.)UK                                                                                                   | US1 ×7Siebenfachplatin · (97 Wo.)US                                                                                               | R&B1 (80 Wo.)R&B | Erstveröffentlichung: 5. Juli 1988 Produzenten: Babyface, L.A. Reid, Gene Griffin, Bobby Brown, Larry White                                                                                 |
| 1992 | Bobby                  | DE12 (16 Wo.)DE | AT26 (6 Wo.)AT | CH18 (4 Wo.)CH | UK11 (5 Wo.)UK | US2 ×2Doppelplatin · (43 Wo.)US                                                                                                   | R&B1 (45 Wo.)R&B | Erstveröffentlichung: 25. August 1992 Produzenten: Daryl Simmons, L. A. Reid, Babyface, Teddy Riley                                                                                         |
| 1993 | B. Brown Posse         | — | — | — | — | — | R&B96 (2 Wo.)R&B | Erstveröffentlichung: 27. April 1993 als B. Brown Posse Produzenten: Bobby Brown, Ralph B. Stacy                                                                                            |
| 1995 | Two Can Play That Game | — | — | — | UK24 (4 Wo.)UK | — | — | Erstveröffentlichung: 24. Juli 1995 Produzenten: Teddy Riley, Daryl Simmons, L. A. Reid, Babyface, Bobby Brown                                                                              |
| 1997 | Forever                | DE97 (1 Wo.)DE | — | — | — | US61 (3 Wo.)US | R&B15 (7 Wo.)R&B | Erstveröffentlichung: 4. November 1997 Produzenten: Derrick Garrett, Fred Rosser, Tim & Bob, Derek Allen, Gerald Baillergeau, Victor Merritt                                                |
| 2012 | The Masterpiece        | — | — | — | — | — | R&B41 (1 Wo.)R&B | Erstveröffentlichung: 5. Juni 2012 Produzenten: Ben Franklin, Jared Lee Gosselin, Matt Hennessey                                                                                            |

### Kompilationen
| Jahr | Titel                     | Höchstplatzierung, Gesamtwochen, AuszeichnungChartplatzierungen (Jahr, Titel, Platzierungen, Wochen, Auszeichnungen, Anmerkungen) | Höchstplatzierung, Gesamtwochen, AuszeichnungChartplatzierungen (Jahr, Titel, Platzierungen, Wochen, Auszeichnungen, Anmerkungen) | Höchstplatzierung, Gesamtwochen, AuszeichnungChartplatzierungen (Jahr, Titel, Platzierungen, Wochen, Auszeichnungen, Anmerkungen) | Höchstplatzierung, Gesamtwochen, AuszeichnungChartplatzierungen (Jahr, Titel, Platzierungen, Wochen, Auszeichnungen, Anmerkungen) | Höchstplatzierung, Gesamtwochen, AuszeichnungChartplatzierungen (Jahr, Titel, Platzierungen, Wochen, Auszeichnungen, Anmerkungen) | Höchstplatzierung, Gesamtwochen, AuszeichnungChartplatzierungen (Jahr, Titel, Platzierungen, Wochen, Auszeichnungen, Anmerkungen) | Anmerkungen                         |
| Jahr | Titel                     | DE | AT | CH | UK | US | R&B | Anmerkungen                         |
| ---- | ------------------------- | --- | --- | --- | --- | --- | --- | ----------------------------------- |
| 2006 | The Definitive Collection | — | — | — | — | — | R&B60 (2 Wo.)R&B | Erstveröffentlichung: März 2006     |
| 2013 | Icon: Bobby Brown         | — | — | — | — | — | R&B72 (2 Wo.)R&B | Erstveröffentlichung: 30. Juli 2013 |

Weitere Kompilationen
- 1993: The 1993 World Tour – The Singles (Box mit 5 CDs)
- 1996: New Edition Solo Hits (mit Bell Biv Devoe und Ralph Tresvant)
- 2000: Greatest Hits
- 2005: 20th Century Masters: The Millennium Collection: The Best of Bobby Brown
- 2006: The Definitive Collection
- 2009: Gold

### Remixalben
| Jahr | Titel                  | Höchstplatzierung, Gesamtwochen, AuszeichnungChartplatzierungen (Jahr, Titel, Platzierungen, Wochen, Auszeichnungen, Anmerkungen) | Höchstplatzierung, Gesamtwochen, AuszeichnungChartplatzierungen (Jahr, Titel, Platzierungen, Wochen, Auszeichnungen, Anmerkungen) | Höchstplatzierung, Gesamtwochen, AuszeichnungChartplatzierungen (Jahr, Titel, Platzierungen, Wochen, Auszeichnungen, Anmerkungen) | Höchstplatzierung, Gesamtwochen, AuszeichnungChartplatzierungen (Jahr, Titel, Platzierungen, Wochen, Auszeichnungen, Anmerkungen) | Höchstplatzierung, Gesamtwochen, AuszeichnungChartplatzierungen (Jahr, Titel, Platzierungen, Wochen, Auszeichnungen, Anmerkungen) | Höchstplatzierung, Gesamtwochen, AuszeichnungChartplatzierungen (Jahr, Titel, Platzierungen, Wochen, Auszeichnungen, Anmerkungen) | Anmerkungen |
| Jahr | Titel                  | DE | AT | CH | UK | US | R&B | Anmerkungen |
| ---- | ---------------------- | --- | --- | --- | --- | --- | --- | --- |
| 1989 | Dance! … Ya Know It!   | — | — | — | UK26 Gold · (10 Wo.)UK | US9 Platin · (33 Wo.)US | R&B7 (23 Wo.)R&B | Erstveröffentlichung: 26. Oktober 1989 Produzenten: L. A. Reid, Babyface, Larry Blackmon, Gene Griffin, Louil Silas Jr., Robert Brookins |
| 1993 | Hits Remixed           | DE95 (3 Wo.)DE | — | — | — | — | — | Erstveröffentlichung: Juli 1993 Produzenten: Daryl Simmons, L. A. Reid, Babyface, Teddy Riley                                            |
| 1993 | Remixes n the Key of B | — | — | — | — | — | R&B72 (8 Wo.)R&B | Erstveröffentlichung: November 1993 Executive Producer: Louil Silas Jr.                                                                  |

## Singles
| Jahr | Titel Album                                           | Höchstplatzierung, Gesamtwochen, AuszeichnungChartplatzierungen (Jahr, Titel, Album, Platzierungen, Wochen, Auszeichnungen, Anmerkungen) | Höchstplatzierung, Gesamtwochen, AuszeichnungChartplatzierungen (Jahr, Titel, Album, Platzierungen, Wochen, Auszeichnungen, Anmerkungen) | Höchstplatzierung, Gesamtwochen, AuszeichnungChartplatzierungen (Jahr, Titel, Album, Platzierungen, Wochen, Auszeichnungen, Anmerkungen) | Höchstplatzierung, Gesamtwochen, AuszeichnungChartplatzierungen (Jahr, Titel, Album, Platzierungen, Wochen, Auszeichnungen, Anmerkungen) | Höchstplatzierung, Gesamtwochen, AuszeichnungChartplatzierungen (Jahr, Titel, Album, Platzierungen, Wochen, Auszeichnungen, Anmerkungen) | Höchstplatzierung, Gesamtwochen, AuszeichnungChartplatzierungen (Jahr, Titel, Album, Platzierungen, Wochen, Auszeichnungen, Anmerkungen) | Höchstplatzierung, Gesamtwochen, AuszeichnungChartplatzierungen (Jahr, Titel, Album, Platzierungen, Wochen, Auszeichnungen, Anmerkungen) | Anmerkungen |
| Jahr | Titel Album                                           | DE | AT | CH | UK | US | R&B | Dance | Anmerkungen |
| ---- | ----------------------------------------------------- | --- | --- | --- | --- | --- | --- | --- | --- |
| 1986 | Girlfriend King of Stage                              | — | — | — | — | US57 (9 Wo.)US | R&B1 (18 Wo.)R&B | — | Erstveröffentlichung: Juni 1986 Autoren: Larry White, Lee Peters, Kirk Crumpler                                                             |
| 1987 | Girl Next Door King of Stage                          | — | — | — | — | — | R&B31 (12 Wo.)R&B | — | Erstveröffentlichung: Februar 1987 Autor: Melvin Wells                                                                                      |
| 1988 | Don’t Be Cruel                                        | — | — | — | UK13 (16 Wo.)UK | US8 Gold · (26 Wo.)US | R&B1 (20 Wo.)R&B | — | Erstveröffentlichung: Mai 1988 Autoren: Daryl Simmons, L.A. Reid, Babyface                                                                  |
| 1988 | My Prerogative Don’t Be Cruel                         | DE15 (15 Wo.)DE | — | — | UK6 (18 Wo.)UK | US1 Gold · (24 Wo.)US | R&B1 (26 Wo.)R&B | Dance7 (10 Wo.)Dance | Erstveröffentlichung: August 1988 Autoren: Bobby Brown, Gene Griffin, Teddy Riley                                                           |
| 1988 | Roni Don’t Be Cruel                                   | — | — | — | UK21 (7 Wo.)UK | US3 (17 Wo.)US | R&B2 (17 Wo.)R&B | — | Erstveröffentlichung: November 1988 Charteintritt in UK erst im November 1989 Autoren: Babyface, Darnell Bristol                            |
| 1989 | Every Little Step Don’t Be Cruel                      | — | — | — | UK6 (9 Wo.)UK | US3 Gold · (21 Wo.)US | R&B1 (18 Wo.)R&B | Dance17 (9 Wo.)Dance | Erstveröffentlichung: Februar 1989 Autoren: L. A. Reid, Babyface                                                                            |
| 1989 | On Our Own Ghostbusters II (Soundtrack)               | DE18 (13 Wo.)DE | — | — | UK4 Silber · (9 Wo.)UK | US2 Platin · (20 Wo.)US | R&B1 (18 Wo.)R&B | Dance15 (9 Wo.)Dance | Erstveröffentlichung: Mai 1989 vom Soundtrack des Films Ghostbusters II Autoren: Daryl Simmons, L. A. Reid, Babyface                        |
| 1989 | Rock wit’cha Don’t Be Cruel                           | — | — | — | UK33 (6 Wo.)UK | US7 Gold · (21 Wo.)US | R&B3 (16 Wo.)R&B | — | Erstveröffentlichung: August 1989 Autoren: Babyface, Darryl Simmons                                                                         |
| 1990 | She Ain’t Worth It Glenn Medeiros                     | DE15 (14 Wo.)DE | — | — | UK12 (9 Wo.)UK | US1 Gold · (18 Wo.)US | R&B43 (11 Wo.)R&B | — | Erstveröffentlichung: Mai 1990 mit Glenn Medeiros Autoren: Antonina Armato, Bobby Brown, Ian Prince                                         |
| 1990 | The Free Style Mega-Mix –                             | — | — | — | UK14 (7 Wo.)UK | — | — | — | Erstveröffentlichung: 28. Mai 1990 DJ-Mix: Rita Liebrand (Schwester von Ben Liebrand)                                                       |
| 1992 | Humpin’ Around Bobby                                  | DE10 (16 Wo.)DE | AT21 (5 Wo.)AT | CH21 (8 Wo.)CH | UK8 (12 Wo.)UK | US3 Gold · (20 Wo.)US | R&B1 (20 Wo.)R&B | Dance15 (9 Wo.)Dance | Erstveröffentlichung: Juli 1992 Autoren: Bobby Brown, Daryl Simmons, L. A. Reid, Babyface                                                   |
| 1992 | Good Enough Bobby                                     | DE49 (13 Wo.)DE | — | — | UK41 (4 Wo.)UK | US7 Gold · (23 Wo.)US | R&B5 (22 Wo.)R&B | — | Erstveröffentlichung: Oktober 1992 Autoren: Daryl Simmons, L. A. Reid, Babyface                                                             |
| 1993 | Get Away Bobby                                        | — | — | — | — | US14 (16 Wo.)US | R&B3 (20 Wo.)R&B | Dance3 (12 Wo.)Dance | Erstveröffentlichung: Dezember 1992 Autoren: Bernard Belle, Bobby Brown, Louil Silas Jr., Teddy Riley, Tony Haynes                          |
| 1993 | That’s the Way Love Is Bobby                          | — | — | — | UK56 (2 Wo.)UK | US57 (9 Wo.)US | R&B9 (20 Wo.)R&B | Dance31 (7 Wo.)Dance | Erstveröffentlichung: April 1993 Rap: Aqil Davidson Autoren: Bobby Brown, Teddy Riley, Demetrius Shipp, Aqil Davidson                       |
| 1993 | Something in Common Bobby                             | DE58 (10 Wo.)DE | — | CH41 (6 Wo.)CH | UK16 (5 Wo.)UK | — | — | — | Erstveröffentlichung: Dezember 1993 mit Whitney Houston Autoren: Bernard Belle, Bobby Brown, Teddy Riley, Whitney Houston                   |
| 1994 | Two Can Play That Game Bobby                          | — | — | — | UK38 Platin · (11 Wo.)UK | — | — | — | Erstveröffentlichung: Juni 1994 Autoren: Bernard Belle, Bobby Brown, David “Red Head” Guppy, Teddy Riley                                    |
| 1994 | Two Can Play That Game (Remix) Two Can Play That Game | DE79 (7 Wo.)DE | — | — | UK3 (12 Wo.)UK | — | — | — | Erstveröffentlichung: März 1995 Remixe: K-Klass, Neville Thomas, Robert Malcolm                                                             |
| 1995 | My Prerogative ’95 Two Can Play That Game             | — | — | — | UK17 (4 Wo.)UK | — | — | — | Erstveröffentlichung: Oktober 1995 Remixe: Joe T. Vannelli                                                                                  |
| 1996 | Every Little Step (Remix) Two Can Play That Game      | — | — | — | UK25 (2 Wo.)UK | — | — | — | Erstveröffentlichung: Januar 1996 Remixe: CJ Mackintosh, K-Klass, Joe T. Vannelli                                                           |
| 1997 | Feelin’ Inside Forever                                | — | — | — | UK40 (2 Wo.)UK | — | — | — | Erstveröffentlichung: November 1997 Autoren: Bobby Brown, Felicia Jefferson, Fred Rosser                                                    |
| 2002 | Thug Lovin’ The Last Temptation                       | DE36 (9 Wo.)DE | — | CH89 (1 Wo.)CH | UK15 (10 Wo.)UK | US42 (10 Wo.)US | R&B16 (20 Wo.)R&B | — | Erstveröffentlichung: Oktober 2002 Ja Rule feat. Bobby Brown Autoren: Andre Parker, Irving Lorenzo, Jeffrey Atkins, Stevie Wonder           |
| 2006 | Beautiful Welcome to Jamrock                          | — | — | — | UK39 (5 Wo.)UK | — | — | — | Erstveröffentlichung: April 2006 Damian Marley feat. Bobby Brown Autoren: Bobby Brown, Damian Marley, Paul “Jazzwad” Yebuah, Stephen Marley |

Weitere Singles
- 1987: Seventeen
- 1989: Every Little Hit (Mega Mix)
- 1991: Word to the Mutha! (Bell Biv Devoe feat. Bobby Brown, Ralph Tresvant und Johnny Gill)
- 1991: Stone Cold Gentleman (Ralph Tresvant feat. Bobby Brown)
- 1996: Somebody Bigger Than You and I (Whitney Houston feat. Bobby Brown, Faith Evans, Johnny Gill, Monica und Ralph Tresvant)
- 2003: My Love (Whitney Houston feat. Bobby Brown)

## Videoalben
- 1989: His Prerogative (US: Platin)
- 1991: Bobby Brown
- 1993: Bobby
- 2005: 20th Century Masters – The DVD Collection: The Best of Bobby Brown

## Statistik

### Chartauswertung
|                     | DE    | AT    | CH    | UK    | US    | R&B      |
| ------------------- | ----- | ----- | ----- | ----- | ----- | -------- |
| Nummer-eins-Alben   | DE—DE | AT—AT | CH—CH | UK—UK | US1US | R&B2R&B  |
| Top-10-Alben        | DE—DE | AT—AT | CH—CH | UK1UK | US3US | R&B3R&B  |
| Alben in den Charts | DE4DE | AT1AT | CH1CH | UK5UK | US5US | R&B10R&B |

|                       | DE    | AT    | CH    | UK     | US     | R&B      | Dance       |
| --------------------- | ----- | ----- | ----- | ------ | ------ | -------- | ----------- |
| Nummer-eins-Singles   | DE—DE | AT—AT | CH—CH | UK—UK  | US9US  | R&B6R&B  | Dance—Dance |
| Top-10-Singles        | DE1DE | AT—AT | CH—CH | UK5UK  | US4US  | R&B11R&B | Dance2Dance |
| Singles in den Charts | DE8DE | AT1AT | CH3CH | UK19UK | US13US | R&B14R&B | Dance6Dance |

### Auszeichnungen für Musikverkäufe
| Goldene Schallplatte - Australien - 1990: für die Single Every Little Step - 1992: für die Single Humpin’ Around - 1992: für das Album Bobby - Japan - 1990: für das Album Dance! … Ya Know It! - Kanada - 1990: für das Album Dance! … Ya Know It! - Neuseeland - 1992: für die Single Humpin’ Around - 1993: für die Single Good Enough - Spanien - 1990: für das Album Don’t Be Cruel | Platin-Schallplatte - Australien - 1989: für das Album Don’t Be Cruel - Japan - 1992: für das Album Bobby - Kanada - 1992: für das Album Bobby Brown - Neuseeland - 1990: für das Album Dance! … Ya Know It! 3× Platin-Schallplatte - Kanada - 1990: für das Album Don’t Be Cruel 4× Platin-Schallplatte - Neuseeland - 1990: für das Album Don’t Be Cruel |

Anmerkung: Auszeichnungen in Ländern aus den Charttabellen bzw. Chartboxen sind in ebendiesen zu finden.
| Land/RegionAuszeichnungen für Musikverkäufe (Land/Region, Auszeichnungen, Verkäufe, Quellen) | Silber  | Gold       | Platin       | Verkäufe   | Quellen                           |
| -------------------------------------------------------------------------------------------- | ------- | ---------- | ------------ | ---------- | --------------------------------- |
| Australien (ARIA)                                                                            | —       | 3× Gold3   | Platin1      | 175.000    | aria.com.au                       |
| Japan (RIAJ)                                                                                 | —       | Gold1      | Platin1      | 300.000    | riaj.or.jp                        |
| Kanada (MC)                                                                                  | —       | Gold1      | 4× Platin4   | 450.000    | musiccanada.com                   |
| Neuseeland (RMNZ)                                                                            | —       | 2× Gold2   | 5× Platin5   | 110.000    | aotearoamusiccharts.co.nz         |
| Spanien (Promusicae)                                                                         | —       | Gold1      | —            | 50.000     | Sólo éxitos: año a año, 1959–2002 |
| Vereinigte Staaten (RIAA)                                                                    | —       | 7× Gold7   | 12× Platin12 | 15.600.000 | riaa.com                          |
| Vereinigtes Königreich (BPI)                                                                 | Silber1 | Gold1      | 3× Platin3   | 1.500.000  | bpi.co.uk                         |
| Insgesamt                                                                                    | Silber1 | 16× Gold16 | 26× Platin26 |            |                                   |